# Axel Corti
Pour les articles homonymes, voir Corti.
Axel Corti né le 7 mai 1933 à Boulogne-Billancourt et mort le 29 décembre 1993 à Oberndorf bei Salzburg, Autriche est un écrivain et réalisateur autrichien.

## Biographie
Axel Corti est un journaliste et réalisateur autrichien, né à Boulogne-Billancourt d'un père autrichien d'ascendance italienne ; sa mère venait de Berlin.
Son enfance se passe à sillonner l’Europe (France, Italie, Suisse, Grande-Bretagne). Axel fréquente plus d'une dizaine d'écoles et finit par étudier la littérature allemande, après avoir été scolarisé dans un lycée agricole.
À la fin de la Seconde Guerre mondiale, sa famille rentre en Autriche. Axel Corti est embauché à l'ORF (la télévision autrichienne publique). Il commence à travailler pour le théâtre en 1958. Deux ans plus tard, sur l’invitation du Burgtheater de Vienne, il débute en tant qu’assistant-metteur en scène. 
Dans les années 1960, il travaille à la réalisation de productions autrichiennes et européennes.
Il se fait connaître à travers l’Europe grâce à sa trilogie « Wohin und Zurück » (« An Uns glaubt Gott nicht mehr » -1981, « Santa Fe » - 1985 et « Welcome in Vienna » - 1986, dont le scénario est de Georg Stefan Troller), et son film « Eine blaßblaue Frauenschrift » - 1984 acclamé par la critique (d'après le roman de l'écrivain autrichien Franz Werfel, Une écriture bleu pâle, 1941).
En 1968, il lance une émission de radio hebdomadaire d’information et d’opinion à laquelle il se consacrera jusqu’à sa mort. Connu et reconnu mais pas toujours apprécié (du fait de ses commentaires sur la politique intérieure autrichienne et ses prises de position sur la culture), Axel Corti était et reste l’une des plus importantes figures du paysage culturel autrichien, aussi bien pour ses 30 ans de carrière à la radio et à la télévision que comme réalisateur, scénariste, producteur d’opéra et enseignant. À ces titres, il est le lauréat de nombreux prix et récompenses prestigieux.
Il succombe en 1993 à une leucémie.
Axel Corti était le père de trois fils, l'un d'entre eux est Sebastian Corti.
Il est inhumé au cimetière Friedhof Arnsdorf à Lamprechtshausen.

## Filmographie
Télévision
- 1962 : Der Marquis von Keith
- 1963 : Ein Dorf ohne Männer
- 1970 : Die Katze auf dem Gleis - Spiel in 3 Situationen
- 1970 : Der Rowdy auf der Treppe
- 1971 : In den Regen
- 1971 : Der Fall Jägerstätter
- 1972 : Don Pasquale
- 1973 : Ein junger Mann aus dem Innviertel - Adolf Hitler
- 1973 : Der Wildschütz
- 1975 : Totstellen
- 1976 : Jakob der Letzte
- 1976 : Der junge Freud
- 1977 : Der Bauer und der Millionär
- 1978 : Die beiden Freundinnen
- 1979 : Der Lebemann
- 1980 : Das eine Glück und das andere
- 1976-1980 : Tatort (série)
  - – Herzjagd (1980)
  - – Wohnheim Westendstraße (1976)
- 1981 : Wie der Mond über Feuer und Blut
- 1982 : Ausgestoßen
- 1983 : Herrenjahre
- 1984 : Eine blaßblaue Frauenschrift
- 1986 : Welcome in Vienna: Santa Fe
- 1986 : Welcome in Vienna - Partie 3 : Welcome in Vienna
- 1995 : La Marche de Radetzky (Radetzkymarsch) (série)

Cinéma
- 1963 : Kaiser Joseph und die Bahnwärterstochter
- 1982 : Welcome in Vienna : Dieu ne croit plus en nous
- 1982 : Santa-Fé
- 1990 : La Putain du roi (The King's Whore)

## Distinctions
- Coquille d'argent du meilleur réalisateur au Festival de San Sebastián 1986 pour Welcome in Vienna